# 乌兰-皮埃尔贝尼特
乌兰-皮埃尔贝尼特（法語：Oullins-Pierre-Bénite，法語發音：[ulɛ̃ pjɛʁ benit]）是法国里昂大都会的一个市镇，属于里昂区。该市镇于2024年1月1日由原市镇乌兰和皮埃尔贝尼特合并而成，行政中心位于乌兰。

## 地理
乌兰-皮埃尔贝尼特（45°42'51"N, 4°48'27"E）面积8.88 平方千米，位于法国奥弗涅-罗讷-阿尔卑斯大区里昂大都会，后者为法国的一个特殊地位集体，自2015年脱离罗讷省成立，位于法国中东部，中心城市为里昂。
与乌兰-皮埃尔贝尼特接壤的市镇（或旧市镇、城区）包括：里昂、圣富瓦莱里昂、拉米拉蒂耶尔、圣热尼拉瓦勒、沙波诺、圣丰、伊里尼。
乌兰-皮埃尔贝尼特的时区为UTC+01:00、UTC+02:00（夏令时）。

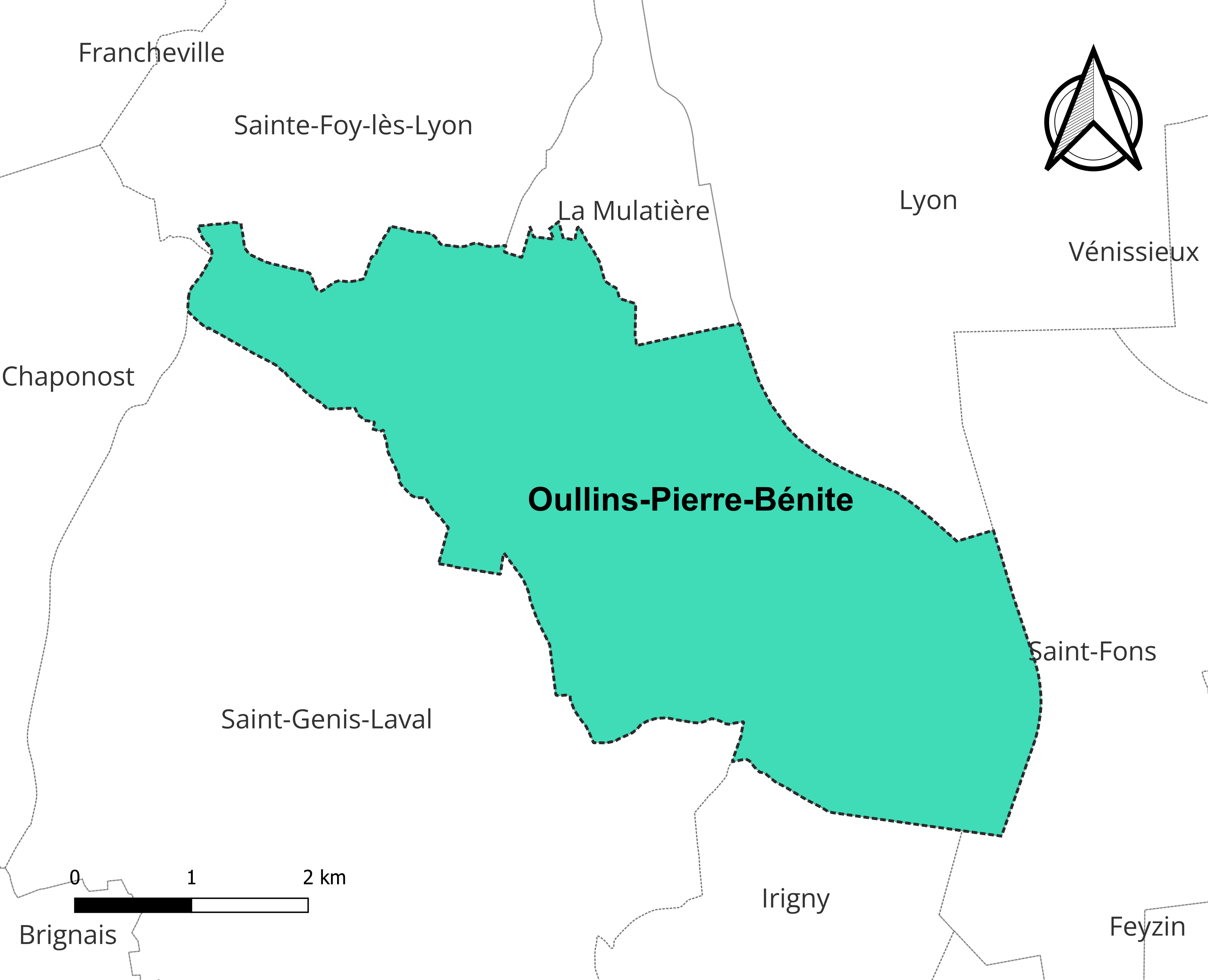
乌兰-皮埃尔贝尼特的定位图

## 行政
乌兰-皮埃尔贝尼特的邮政编码为69310、69600，INSEE市镇编码为69149。

## 政治
乌兰-皮埃尔贝尼特的现任市长为热罗姆·莫罗热（Jérôme Moroge）先生，任期为2024-2026年

## 人口
乌兰-皮埃尔贝尼特于2022年1月1日时的人口数量为37928人。